# Kabalás (Nyírpazony)
Kabalás közigazgatásilag Nyírpazonyhoz tartozik. Nyíregyházától közúton 6 km-re, a 4-es számú főút mellett fekvő településrész. Megközelíthető még 2 földúton Nyíregyháza-Sóstóhegy irányából is. A megyeszékhelyhez való közelsége, valamint csendes, barátságos környezet miatt egyre többen telepednek le Kabaláson. Ennek köszönhetően a lakosság száma a 2011-es népszámlálás időpontjában 574 fő volt.
A tömegközlekedést az Volánbusz Zrt. (korábbi nevén Szabolcs Volán Zrt.) látja el helyközi autóbuszjáratokkal, hajnali 5 óra és este 23 óra között változó indulásokkal. Az utazások döntő többsége Kabalás és Nyíregyháza között zajlik, de közvetlen járatokkal elérhető többek között Nyírtura, Sényő, Székely, Nyíribrony, Baktalórántháza és Mátészalka is. A település belterületén három megállóhely található. Vasút nem érinti a települést.
Kabalás belterületén élelmiszerüzlet, valamint játszótér található.
Közigazgatásilag Nyírpazonyhoz tartozik, ahol bölcsőde, óvoda, általános iskola, gyermek és felnőtt orvosi, valamint fogorvosi rendelő is található.
Kabalás egykoron híres volt majálisáról, melyet a kabalási dombokon tartottak.
A településrész határában (népi helynevén Sártelken) található a Nyíri Arborétum mely a környék növény világát hivatott bemutatni.
Kabalás nem messze, kb. 3-4 km-re fekszik a közkedvelt turisztikai helytől, Nyíregyháza-Sóstógyógyfürdőtől, ahol megtalálható a Múzeumfalu valamint az Európában is nagy hírnévvel rendelkező Nyíregyházi Állatpark.